# Saint-Benoît (Ain)
Saint-Benoît korábbi község (település) Franciaországban, Ain megyében. 2016. január 1-jén Groslée községgel egyesült és delegált községként Groslée-Saint-Benoît új község része lett.
Lakosainak száma 840 fő (2018. január 1.). Saint-Benoît Brégnier-Cordon, Conzieu, Groslée, Prémeyzel, Saint-Bois, Les Avenières, Le Bouchage és Brangues községekkel határos.

## Népesség
A település népessége az alábbi módon változott:
| Lakosok száma | 530  | 504  | 548  | 488  | 705  | 736  | 819  | 833  | 833  | 840  |
|               | 1962 | 1968 | 1982 | 1990 | 2006 | 2008 | 2013 | 2015 | 2017 | 2018 |